# フィリップ・オットー・ルンゲ

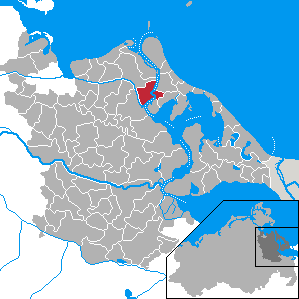
ヴォルガストの位置

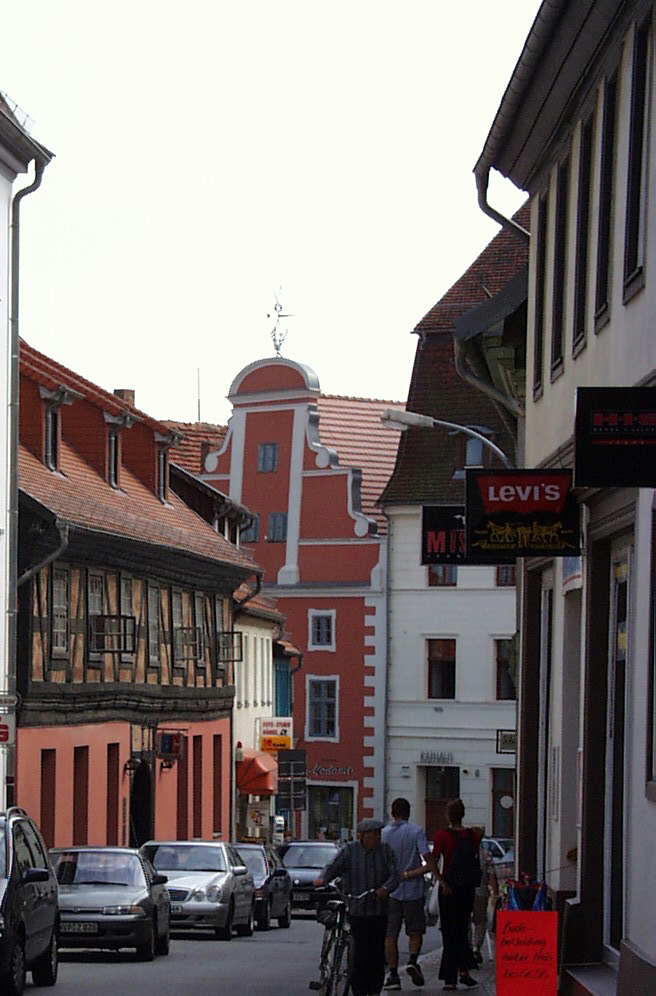
ヴォルガストの市内

フィリップ・オットー・ルンゲ（Philipp Otto Runge, 1777年7月23日 - 1810年12月2日）は、ドイツのロマン主義を代表する画家の1人。

## 家族と生い立ち
スウェーデン領ポンメルンのヴォルガストの生まれ。ドイツの東北端に位置し、ポーランド語名のヴォウォゴシチ Wołogoszcz という名前もある。
親の仕事を継いで当初商人になったが、画家になりたいとの希望を捨てきれず、コペンハーゲンのデンマーク王立美術院（1799年-1801年）でイエンス・ユールに学び、その後ドレスデン（1801年-1804年）に移り、ドイツのロマン主義絵画を代表する画家のカスパー・ダーヴィト・フリードリヒや詩人のルートヴィヒ・ティークと知り合った。
ティークを通してそのほかのロマン主義者の仲間と面識をえ、またヤーコプ・ベーメの著作に親しんだ。1804年、彼はドレスデンの商人の娘、パウリーナ・バセンゲと結婚。彼女はしばしば彼の絵のモデルを勤めた。結婚後、夫婦はハンブルクに移る。

## 作品とその特徴
ルンゲは、アカデミーの画家たちと対抗し、北方ロマン主義の最も重要な画家であったカスパー・ダーヴィト・フリードリヒと並び称された。フリードリヒからはドレスデン絡みの人脈で、好感を持って接してもらっていたらしい。彼はフリードリヒと違って人物描写に積極的に取り組み、なかでも子どもの肖像画にかけては名声を博した。
ティークのフランツ・シュテルンバルトの放浪遍歴をテーマにした芸術家小説から着想を得て、彼は、「風景」を巨大な神聖文字（ヒエログリフ）、つまり隠喩や象徴として描くという構想を生み出し、その作品化されたものが、たとえば、「朝」についての二つの作品、「アリオンの航海」、「さまざまな時間」などになった

## 功績と影響
彼は色の球体によって、芸術論にも貢献を果たしている。それについて彼は、ヨハン・ヴォルフガング・フォン・ゲーテとも手紙のやり取りを残している。彼が、初めての三次元の色彩の体系を作り出したのである。1810年に「色球体」(Farben-Kugel/Color sphere)に関する著書を出版した。ルンゲの風景と彼の、人間の環境世界を芸術的に描き出すという構想は、彼を総合芸術の先駆者としている。
またドイツ文学にとっては、彼は自ら若干の詩歌を創作していることもあり、重要な意味合いをもっている。彼は、ヴァン・デン・マンデルブルームとヴァン・デン・フィッシャーと彼の妻のメルヒェンを活字にとどめ、のちにそれをグリム兄弟に提供した。また彼自身、ギュンター・グラスの小説『ひらめ』（Der Butt）の登場人物になっている。
クレメンス・ブレンターノとも彼は文通をする間柄にあり、往復書簡はコンラート・ファイルヒェンフェルトの編纂で刊行されている。

## ギャラリー

朝(Der Morgen)
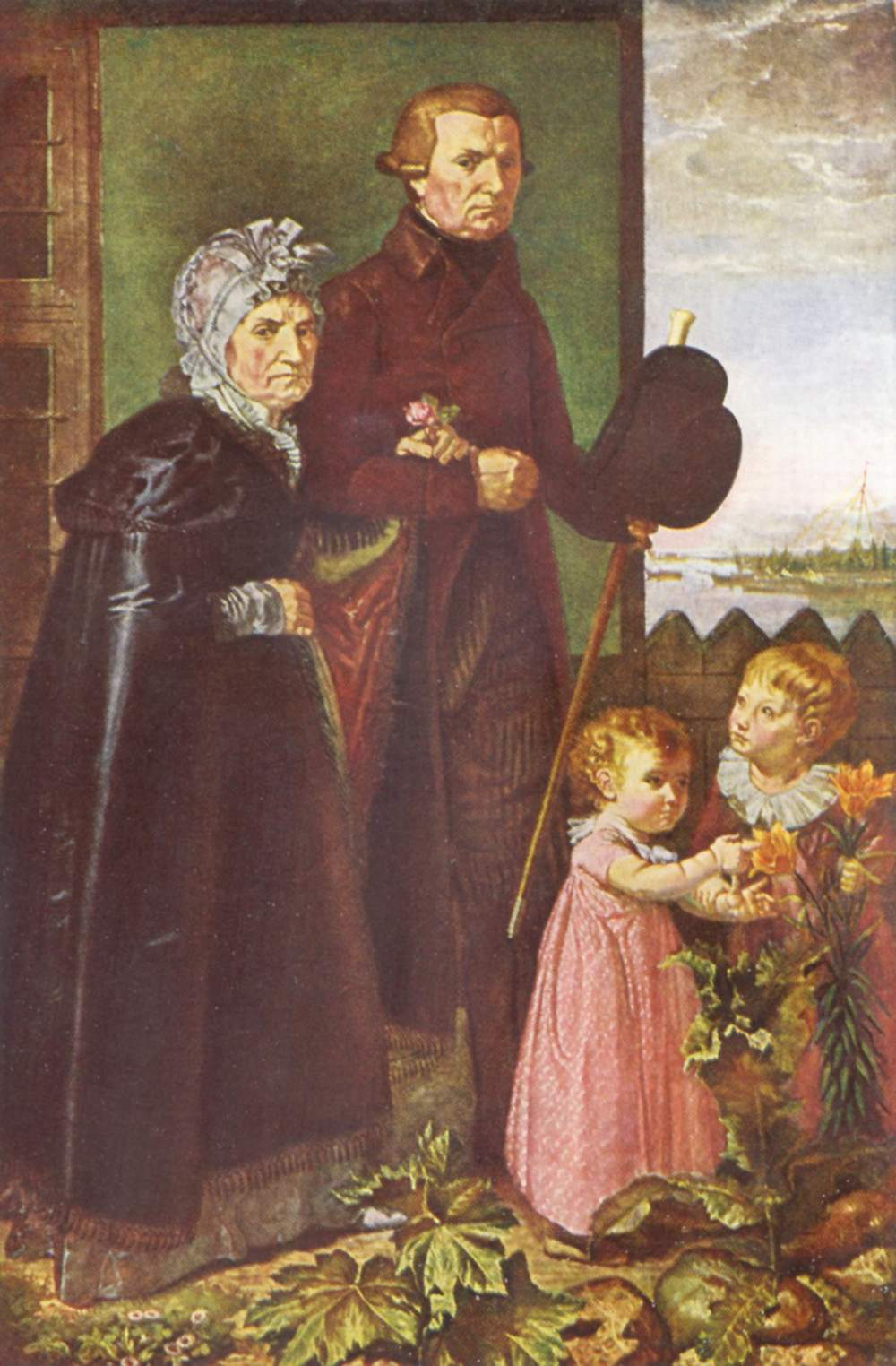
芸術家の両親(Die Eltern des Künstlers)
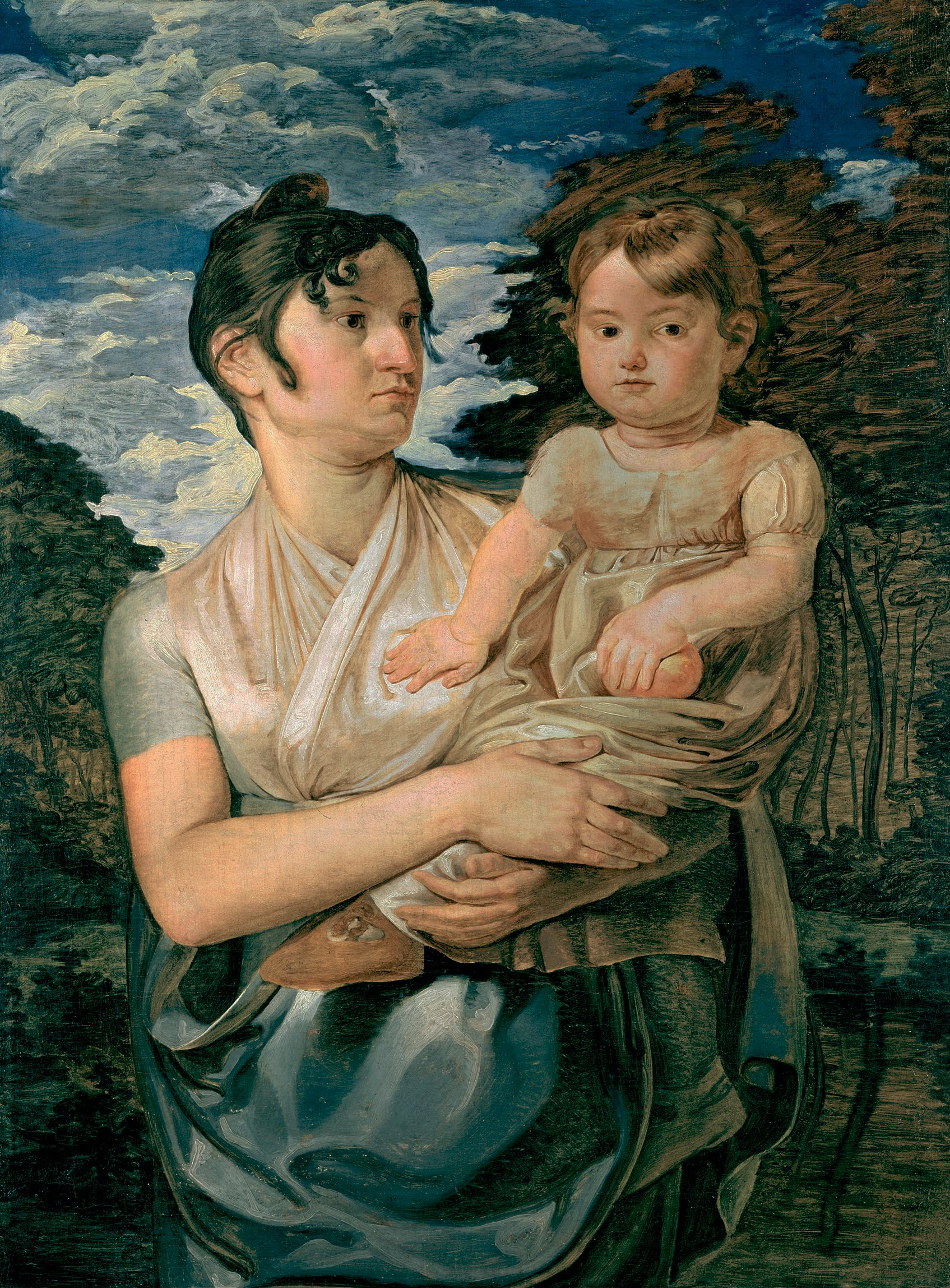
画家の妻と息子
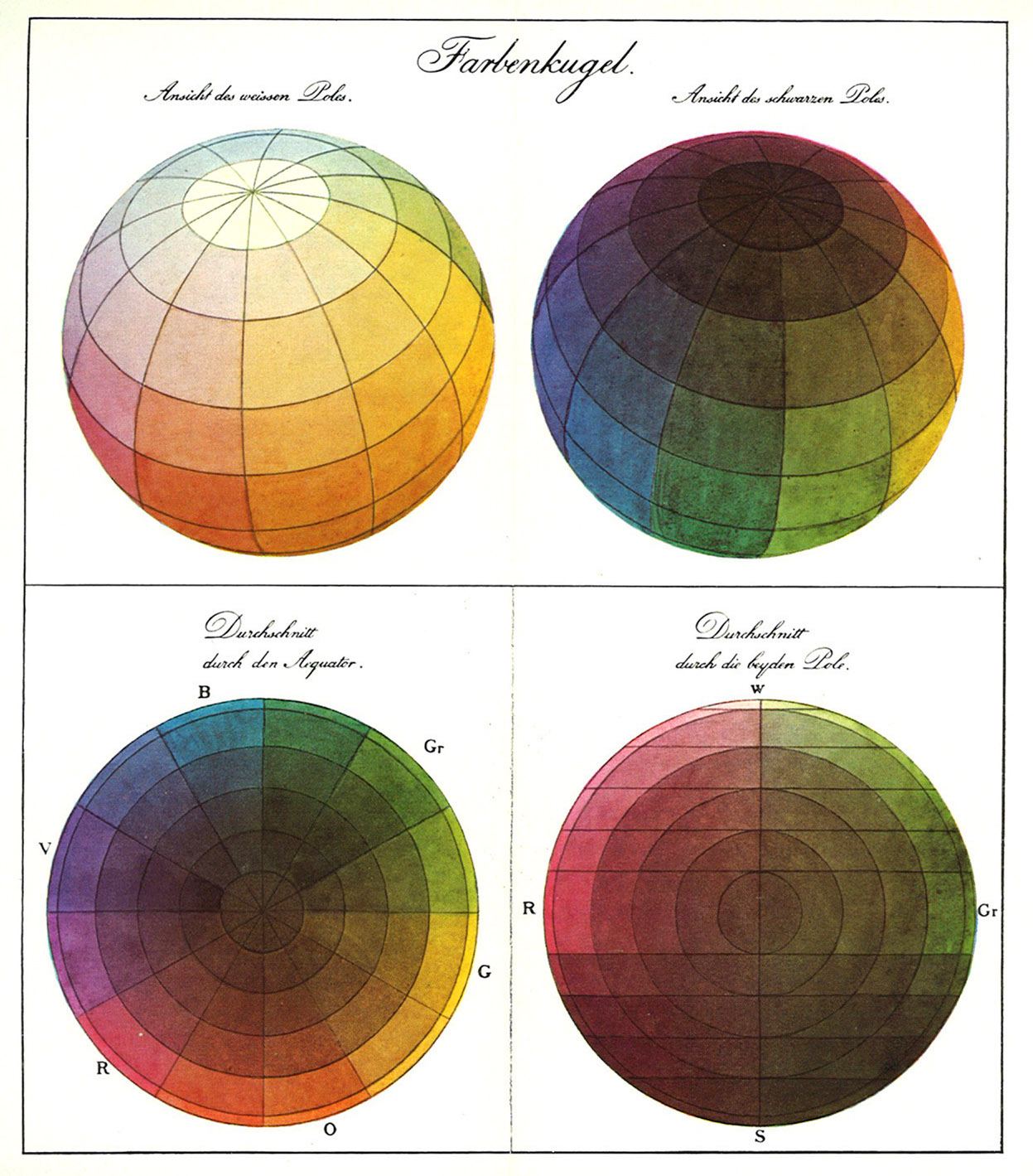
色球体